# Stamhuset Moltkenborg
Stamhuset Moltkenborg var et stamhus oprettet 1793 af Sophie Hedevig Raben til gavn for Gebhard Moltke og omfattende Glorup, Rygård og Anhof. Ordningen betød, at Moltkenborg skulle gå udelt i arv til den ældste søn. Stamhuset blev ophævet i 1916, dvs. nogle år før lensafløsningen 1919.